# Tropical Sno
A Tropical Sno é uma cadeia global de lojas que servem slush havaiano. Foi fundada em abril de 1984 em Provo, Utah, e agora está sediada em Draper, Utah.

## Informações
A Tropical Sno tem revendedores localizados em todos os estados dos Estados Unidos e em mais de trinta países estrangeiros. A Tropical Sno tem sido citada como um exemplo de microfranquia. A Tropical Sno é uma marca de varejo derivada da Pioneer Family Brands, Inc.

## Na cultura popular
O então presidente Barack Obama parou para comer um cone de neve na Tropical Sno em Denison, Iowa, em 2012, enquanto fazia campanha.